# Championnat de Yougoslavie de football 1976-1977
Navigation
Saison précédente Saison suivante
La saison 1976-1977 du Championnat de Yougoslavie de football est la quarante-huitième édition du championnat de première division en Yougoslavie. Les dix-huit meilleurs clubs du pays prennent part à la compétition et sont regroupées en une poule unique où chaque formation affronte deux fois ses adversaires, à domicile et à l'extérieur. En fin de saison, les deux derniers du classement sont relégués et remplacés par les deux meilleures équipes de deuxième division.
C'est le club du FK Étoile rouge de Belgrade qui remporte la compétition, en terminant en tête du classement final, avec neuf points d'avance sur le Dinamo Zagreb et onze sur un duo composé du FK Sloboda Tuzla et du tenant du titre, le FK Partizan Belgrade. C'est le 12e titre de champion de Yougoslavie de l'histoire du club.

## Les clubs participants
| - Partizan Belgrade - Dinamo Zagreb - FK Étoile rouge de Belgrade - Hajduk Split - FK Vojvodina Novi Sad - NK Rijeka - FK Radnicki Nis - FK Borac Banja Luka - Buducnost Titograd | - FK Velez Mostar - FK Napredak Kruševac - Promu de D2 - OFK Belgrade - NK Zagreb - Promu de D2 - FK Sarajevo - FK Zeljeznicar Sarajevo - FK Sloboda Tuzla - NK Celik Zenica - Olimpija Ljubljana |

## Compétition

### Classement
Le classement est effectué en utilisant le barème classique (victoire à 2 points, match nul un point, défaite zéro point).
| Rang | Équipe                      | Pts | J  | G  | N  | P  | Bp | Bc | Diff |
| ---- | --------------------------- | --- | -- | -- | -- | -- | -- | -- | ---- |
| 1    | FK Étoile rouge de Belgrade | 50  | 34 | 20 | 10 | 4  | 67 | 37 | +30  |
| 2    | Dinamo Zagreb               | 41  | 34 | 15 | 11 | 8  | 52 | 36 | +16  |
| 3    | FK Sloboda Tuzla            | 39  | 34 | 14 | 11 | 9  | 43 | 32 | +11  |
| 4    | FK Partizan Belgrade (T)    | 39  | 34 | 14 | 11 | 9  | 37 | 31 | +6   |
| 5    | NK Rijeka                   | 36  | 34 | 13 | 10 | 11 | 43 | 29 | +14  |
| 6    | FK Borac Banja Luka         | 36  | 34 | 14 | 8  | 12 | 53 | 43 | +10  |
| 7    | FK Radnički Niš             | 34  | 34 | 13 | 8  | 13 | 40 | 43 | -3   |
| 8    | Hajduk Split (C)            | 33  | 34 | 12 | 9  | 13 | 41 | 35 | +6   |
| 9    | Buducnost Titograd          | 33  | 34 | 11 | 11 | 12 | 44 | 47 | -3   |
| 10   | NK Zagreb (P)               | 32  | 34 | 12 | 8  | 14 | 48 | 48 | 0    |
| 11   | FK Velež Mostar             | 32  | 34 | 11 | 10 | 13 | 46 | 48 | -2   |
| 12   | Olimpija Ljubljana          | 32  | 34 | 10 | 12 | 12 | 36 | 42 | -6   |
| 13   | NK Celik Zenica             | 31  | 34 | 11 | 9  | 14 | 33 | 38 | -5   |
| 14   | FK Vojvodina Novi Sad (C4)  | 30  | 34 | 8  | 14 | 12 | 40 | 50 | -10  |
| 15   | OFK Belgrade                | 30  | 34 | 9  | 12 | 13 | 39 | 51 | -12  |
| 16   | FK Sarajevo                 | 30  | 34 | 10 | 10 | 14 | 40 | 55 | -15  |
| 17   | FK Napredak Krusevac (P)    | 28  | 34 | 10 | 8  | 16 | 38 | 55 | -17  |
| 18   | FK Željezničar Sarajevo     | 26  | 34 | 8  | 10 | 16 | 33 | 53 | -20  |

|  | Qualification pour la Coupe d'Europe des clubs champions 1977-1978                                                                               |
|  | Qualification pour la Coupe des Coupes 1977-1978                                                                                                 |
|  | Qualification pour la Coupe UEFA 1977-1978 |
|  | Qualification pour la Coupe Mitropa 1977-1978 |
|  | Relégation directe en deuxième division |
|  | (T) : Tenant du titre (C) : Vainqueur de la Coupe de Yougoslavie (P) : Promu de deuxième division (C4) : Vainqueur de la Coupe Mitropa 1976-1977 |

## Bilan de la saison
| Championnat de Yougoslavie de football 1976-1977                        |                                         |
| Champion                                                                | FK Étoile rouge de Belgrade (12e titre) |
| Coupes et trophées                                                      |                                         |
| Vainqueur de la Coupe de Yougoslavie 1976-1977                          | Hajduk Split                            |
| Qualifications continentales                                            |                                         |
| Coupe d'Europe des clubs champions 1977-1978                            | FK Étoile rouge de Belgrade             |
| Coupe des Coupes 1977-1978                                              | Hajduk Split                            |
| Coupe UEFA 1977-1978                                                    | Dinamo Zagreb                           |
| Coupe UEFA 1977-1978                                                    | FK Sloboda Tuzla                        |
| Coupe Mitropa 1977-1978                                                 | FK Vojvodina Novi Sad (tenant)          |
| Coupe Mitropa 1977-1978                                                 | FK Partizan Belgrade                    |
| Promotions et relégations                                               |                                         |
| Promus en Prva Liga                                                     | KF Trepça                               |
| Promus en Prva Liga                                                     | NK Osijek                               |
| Relégués en Championnat de Yougoslavie de football de deuxième division | FK Napredak Kruševac                    |
| Relégués en Championnat de Yougoslavie de football de deuxième division | FK Zeljeznicar Sarajevo                 |